# Михалёв, Андрей Александрович
Андре́й Алекса́ндрович Михалёв (бел. Андрэй Аляксандравіч Міхалёў; 23 февраля 1978, Минск, СССР) — белорусский хоккеист, игрок национальной сборной, заслуженный мастер спорта Республики Беларусь (2014). 

## Биография
Начал карьеру в 1995 в белорусской экстралиге в минской «Юности». В 1999—2002 выступал в Германии. В 2002—2008 вновь выступал в Экстралиге за минский «Керамин». С 2008 игрок Континентальной хоккейной лиги, один из ключевых игроков минского «Динамо».
С 2022 года и на протяжении трех сезонов был главным тренером клуба «Динамо-Шинник» из Бобруйска. В сезоне-2024/25 команда впервые в клубной истории преодолела первый раунд плей-офф МХЛ.
В июле 2025 года пополнил тренерский штаб минского «Динамо», где стал ассистентом Дмитрия Квартальнова. Параллельно остался главным тренером молодежной сборной Беларуси по хоккею.

### Национальная сборная
В 2005 дебютировал за сборную Белоруссии. Участник чемпионатов мира 2005, 2006, 2007, 2008, 2009 и 2010, а также на Олимпийских играх 2010. За сборную сыграл 37 игр и набрал 5 очков.

### Дисквалификация
Результат допинг-пробы, взятой у игрока 8 февраля 2013 года, сразу же после матча олимпийского турнира, проходившего в Дании, засвидетельствовал, что в крови спортсмена обнаружен запрещенный препарат — метилгексанамин. В мае он был дисквалифицирован на два года, до 7 марта 2015 года.

### Тренерская карьера
Являлся главным тренером команды «Динамо-Шинник», выступающей в МХЛ, с 2022 по 2025 год.

## Достижения
- 2001 — чемпион Оберлиги.
- 2003 — серебряный призёр чемпионата Белоруссии.
- 2004 — серебряный призёр чемпионата Белоруссии.
- 2005 — серебряный призёр чемпионата Белоруссии.
- 2007 — серебряный призёр чемпионата Белоруссии.
- 2008 — чемпион Белоруссии.
- 2009 — победа в кубке Шпенглера.
- 2015 — чемпион Белоруссии.

## Политические взгляды
Подписал открытое письмо спортивных деятелей страны, выступающих за действующую власть Беларуси после жестких подавлений народных протестов в 2020 году.